# Skyways Express
Skyways Express AB war eine schwedische Regionalfluggesellschaft mit Sitz in Linköping.

## Geschichte
Der Ursprung von Skyways Express geht bis auf das Jahr 1940 zurück, als das Ehepaar Thuring eine Fluggesellschaft namens Avia gründete. Avia beschäftigte sich ab 1945 mit Taxi-, Post- und landwirtschaftlichen Flügen. 1976 wurde die Gesellschaft an die gotländischen Unternehmer Nils Björkman und Lennart Gustavsson verkauft. 1984 wurde Avia von der Reederei Gotlandsbolaget übernommen. 1989 fusionierten Avia und Salair (eine Fluggesellschaft von Salenia). 1993, nach der völligen Übernahme durch Salenia, wurde die Gesellschaft in Skyways umbenannt.
Bis 1995 entwickelte sich Skyways zur größten Inlandsfluggesellschaft Schwedens, mit einer Flotte von 13 Saab 340 und 3 Fokker F50. 1997 übernahm Skyways die Aktienmehrheit von Highland Air und deren Streckennetz. Im gleichen Jahr begann die Zusammenarbeit mit Scandinavian Airlines. 
Nach dem Kauf der schwedischen Airborne im Jahr 1998 übernahm SAS einen Anteil von 25 % von Salenia. Nach dem Kauf von Air Express im Jahr 1999 bestand die Skyways Group aus 4 Fluggesellschaften und flog 35 Ziele an. Nach dem Kauf von Flying Enterprise im Jahr 2000 wurden die Fluggesellschaften zur Skyways Express AB fusioniert, die Gesellschaft befindet sich zu 72,7 % im Besitz von Salenia, sowie zu 25 % von SAS Scandinavian Airlines und zu 2,3 % von Janus.
Im April 2011 wurde bekannt gegeben, dass Skyways Express den Konkurrenten City Airline aufgekauft hat und diese vollständig integrieren wollte. Bis Ende 2011 wurde die gesamte Flotte übernommen, auch die Website der City Airline wurde eingestellt.
Skyways Express und die Tochtergesellschaft City Airline meldeten am 22. Mai 2012 Insolvenz an und stellten den Betrieb ein.

## Ziele
Skyways bot von ihrer Heimatbasis am Flughafen Stockholm/Arlanda Flüge zu zahlreichen innerschwedischen Zielen an, diese sind mit Stand August 2010 Borlänge, Halmstad, Jönköping, Karlstad, Kiruna, Kristianstad, Örnsköldsvik, Oskarshamn, Visby, Växjö sowie Røros in Norwegen.
Darüber hinaus bestanden Partnerschaften mit SAS, Blue1, Widerøe, Air Baltic, Estonian Air und Finnair.

## Flotte

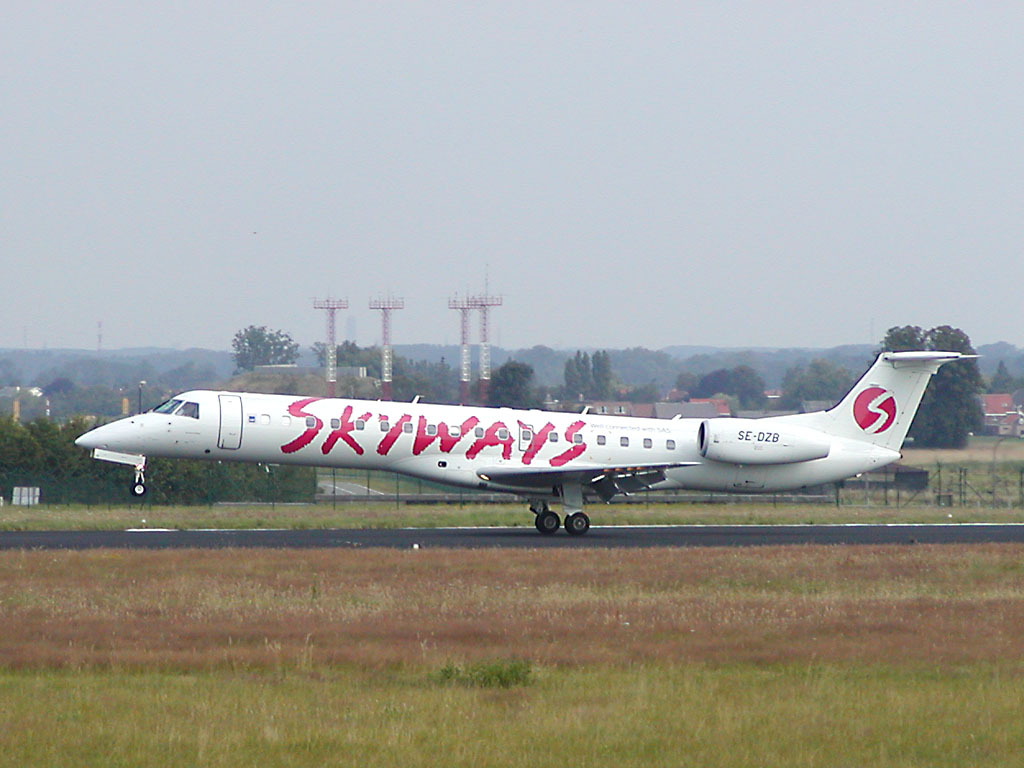
Eine Embraer ERJ 145 der Skyways

Mit Stand Januar 2012 bestand die Flotte der Skyways aus 29 Flugzeugen:
- 02 ATR 72-200 (betrieben durch Danish Air Transport)
- 02 Embraer ERJ 135
- 10 Embraer ERJ 145
- 11 Fokker 50 (betrieben durch Avia Express)
- 02 McDonnell Douglas MD-87
- 02 Saab 2000 (betrieben durch Carpatair)